# Ligne 7 du métro de Pékin
La ligne 7 est l'une des 25 lignes du réseau métropolitain de Pékin, en Chine.

## Tracé et stations
La ligne circule sur 40,3 km et relie la gare de Pékin-Ouest, dans le district de Fengtai à l'ouest, à Huanqiu Dujiaqu, dans le district de Tongzhou à l'est. Elle est en correspondance avec les lignes 4, 5, 8, 9, 10, 14 et Batong.

## Historique
Les travaux commencent en janvier 2010 et la première section de la ligne est ouverte le 30 décembre 2014 entre la gare de Pékin-Ouest et Jiaohuachang, dans le district de Chaoyang. Le 30 décembre 2018, la station Fatou est ouverte sur la section existante. 
Le 28 décembre 2019, la seconde section de la ligne est mise en service sur 16,6 km entre Jiaohuachang et Hua Zhuang au sud-est, où est établie une nouvelle correspondance avec la ligne suburbaine Batong. Le même jour, la station Shuangjing est ouverte sur la section déjà en service et permet une nouvelle correspondance avec la ligne 10. Enfin le 26 août 2021, le prolongement jusqu'à Huanqiu Dujiaqu (Universal Resort) est mis en service.